# Gasburg (Virginia)
Gasburg  es un lugar designado por el censo (en inglés, census-designated place, CDP) situado en el condado de Brunswick, Virginia, Estados Unidos. Según el censo de 2020, tiene una población de 408 habitantes.

## Demografía
Según el censo de 2020, el 89.71% de los habitantes son blancos, el 5.88% son afroamericanos, el 0.49% son asiáticos, el 1.47% son de otras razas y el 2.45% son de una mezcla de razas. Del total de la población, el 1.96% son hispanos o latinos de cualquier raza.